# Apterichtus ansp
Apterichtus ansp är en fiskart som först beskrevs av James Erwin Böhlke, 1968.  Apterichtus ansp ingår i släktet Apterichtus och familjen Ophichthidae. Inga underarter finns listade i Catalogue of Life.